# Семигановский, Владимир Константинович
Владимир Константинович Семигановский (19 апреля 1864, Смоленская губерния — год смерти неизвестен) — начальник Костромского губернского жандармского управления, генерал-майор Отдельного корпуса жандармов Российской империи.

## Биография
Родился в дворянской семье.
В 1883 году окончил 1-е военное Павловское училище, откуда выпущен был подпоручиком в 4-й пехотный Копорский полк.
Окончил Александровскую военно-юридическую академию. В 1895 году из 23-й артиллерийской бригады перешёл в Отдельный корпус жандармов.
В 1897 году помощник начальника Самарского губернского жандармского управления по Новоузенскому уезду. С 1903 года в резерве при Санкт-Петербургском губернском жандармском управлении.
В 1907—1912 годах начальник Саратовского губернского жандармского управления и Саратовского районного охранного отделения, полковник. В 1912—1913 годах в резерве при Санкт-Петербургском губернском жандармском управлении. 3 мая 1913 назначен начальником жандармского управления г. Омска, с 11 июня 1913 года по 27 февраля 1917 года начальник Костромского губернского жандармского управления. 21 июня 1917 года произведён в генерал-майоры Отдельного корпуса жандармов с увольнением со службы по болезни.
Был арестован Временным правительством и содержался в Петропавловской крепости и тюрьме «Кресты». После освобождения находился в отставке. В 1918 году, спасаясь от красного террора, перебрался в Сибирь.
2 февраля 1919 года определён на службу, с назначением в резерв чинов при штабе Омского военного округа белой Сибирской армии. 9 марта 1919 года назначен исполняющим должность штаб-офицера для поручений при Главном управлении военных сообщений. 24 июня 1919 года переведён в резерв чинов при штабе Омского военного округа. 11 июля 1919 года назначен председателем окружной следственной комиссии. 15 июля 1919 года назначен в распоряжение командующего войсками Омского военного округа.
Дальнейшая судьба неизвестна.

### Семья
Жена — Надежда Владимировна (род. 24.05.1866, Санкт-Петрбург), дочь Владимира Борисовича Бера (30.08.1841—19.09.1913), действительного статского советника, члена Казанской судебной палаты и Эмилии Элизабет Мерц (22.04.1844—24.05.1866)

Дети: 
- Вадим
- Наталья

## Примечание
1. ↑  Офицеры резерва в жандармских управлениях выполняли обязанности следователей.
2. ↑  Бер-Глинка А. И. Социальная адаптация немцев в Российской империи последней трети XVIII — начала XX вв. (на примере родов Бер): Дисс. … канд. ист. наук. — М., 2012. — С. 159, 293, 306.